# Parasabella
Parasabella is een geslacht van borstelwormen uit de familie van de Sabellidae. De wetenschappelijke naam van het geslacht werd in 1905 beschreven door K. J. Bush.

## Soorten
- Parasabella aberrans (Augener, 1926)
- Parasabella albicans (Johansson, 1922)
- Parasabella aulaconota (Marenzeller, 1884)
- Parasabella bioculata Capa & Murray, 2015
- Parasabella brevithoracica (Pillai, 1961)
- Parasabella cambrensis (Knight-Jones & Walker, 1985)
- Parasabella columbi (Kinberg, 1867)
- Parasabella crassichaetae Capa & Murray, 2015
- Parasabella fernandezensis (Augener, 1922)
- Parasabella flecata Hoagland, 1919
- Parasabella fullo (Grube, 1878)
- Parasabella jamaicensis Augener, 1922
- Parasabella japonica (Moore & Bush, 1904)
- Parasabella lacunosa (Perkins, 1984)
- Parasabella langerhansi (Knight-Jones, 1983) (Knikwaaierworm)
- Parasabella leucaspis (Kinberg, 1867)
- Parasabella media Bush, 1905
- Parasabella microphthalma (Verrill, 1873)
- Parasabella oculea (Pillai, 1965)
- Parasabella pallida Moore, 1923
- Parasabella polarsterni (Gambi, Patti, Micaletto & Giangrande, 2001)
- Parasabella rufovittata (Grube, 1881)
- Parasabella rugosa (Moore, 1904)
- Parasabella saxicola (Grube, 1861)
- Parasabella tenuicollaris (Grube, 1861)
- Parasabella tommasi (Giangrande, 1994)
- Parasabella torulis (Knight-Jones & Walker, 1985)
- Parasabella yonowae Tovar-Hernández, de León-González & Bybee, 2017

Niet geaccepteerde soorten:
- Parasabella fonticula Hoagland, 1919 -> Perkinsiana fonticula (Hoagland, 1919)
- Parasabella maculata Bush, 1905 -> Parasabella media Bush, 1905
- Parasabella midoculi Hoagland, 1919 -> Notaulax midoculi (Hoagland, 1919)
- Parasabella minuta Treadwell, 194 -> Sabellomma minutum (Treadwell, 1941)
- Parasabella sulfurea Treadwell, 1917 -> Notaulax occidentalis (Baird, 1865)